# Serrall de les Torres
El Serrall de les Torres és una serra situada al municipi de la Granadella a la comarca de les Garrigues, amb una elevació màxima de 460 metres.